# 三工河哈萨克族乡
三工河哈萨克族乡（維吾爾語：سەنگۇڭخې قازاق يېزىسى‎）是中华人民共和国新疆维吾尔自治区昌吉回族自治州阜康市下辖的一个民族乡。

## 行政区划
三工河哈萨克族乡下辖以下村级行政区划单位：
三工村、四工村、石人沟口村、北草滩村和大泉村。